# Snježana Sinovčić-Šiškov
Snježana Sinovčić-Šiškov (Split, 10. veljače 1964.) je hrvatska kazališna, televizijska i filmska glumica.

## Filmografija

### Televizijske uloge
- "Počivali u miru" kao Marica (2015.)
- "Loza" kao Marija Radovani (2011. – 2012.)

### Filmske uloge
- "Ples na groblju" (kratki film) kao Cvita (2022.)
- "Sigurno mjesto" kao majka (2022.)
- "Ljeto kada sam naučila da letim" kao Luce (2022.)
- "Tuđa posla" (kratki film) kao Kate (2021.)
- "Marko" (kratki film) (2021.)
- "Tereza37" kao Katja (2020.)
- "Njemački inat" (kratki film) kao Anđelka (2020.)
- "Južno voće" (kratki film) kao Antica (2019.)
- "Sam samcat" kao tetka (2018.)
- "Likemeback" kao službenica (2018.)
- "Morska pjena" (kratki film) kao Mirina majka (2016.)
- "Ministarstvo ljubavi" kao kuma Kijevljanka (2016.)
- "Priča o Mari iz Velog Varoša" (kratki film) kao mama (2013.)
- "Svećenikova djeca" kao Lukina žena (2013.)
- "Da mi je biti morski pas" kao Mare (1999.)
- "Kuduz" (1989.)
- "Ovo malo duše" kao Hanifa (1987.)

## Vanjske poveznice
- Snježana Sinovčić-Šiškov u internetskoj bazi filmova IMDb-u (engl.)